# اسقف‌نشین انگلیکان لیدز
اسقف‌نشین انگلیکان لیدز (انگلیسی: Anglican Diocese of Leeds) بخشی تشکیل دهنده از استان یورک کلیسای انگلستان در کشور انگلستان است. این اسقف‌نشین که در سال ۲۰۱۴ میلادی تاسیس شده است شامل ۶۵۶ کلیسا می‌باشد و مرکز آن کلیسای جامع ریپون، کلیسای جامع ویکفیلد و کلیسای جامع برادفورد است.